# Centre for Environmental Planning and Technology
Le Centre for Environmental Planning & Technology (dont l'abréviation est CEPT), est une école d'architecture d'État renommée située à Ahmedabad (Inde), fondée en 1972 par Balkrishna Vithaldas Doshi. Elle offre des programmes du premier et troisième cycle et de doctorat dans les domaines de l'environnement naturel et développé de la société humaine et des disciplines connexes.

## Histoire
Le Centre for Environmental Planning & Technology est fondé en 1962 sous le nom d'École d'architecture par la Ahmedabad Education Society (AES), puis en 1972, 1982 et 1991, respectivement, avec l'aide du Ministère de la mise en valeur des ressources humaines, du gouvernement du Gujarat et de la fondation Ford.
Jusqu'en 2002, l'institut est autonome et décerne ses propres diplômes tout en étant reconnu par le All India Council of Technical Education (AICTE). De 2002 à 2005, il est affilié à l'université Hemchandracharya du Gujarat du Nord. En 2005, elle devient une université en vertu de la loi de 2005 sur les universités du Centre for Environmental Planning and Technology. Elle est rebaptisée « université CEPT » par la loi sur l'université CEPT de 2010.

## Académies

### Faculté d'architecture
La faculté d'architecture est créée en 1962 sous le nom d'« École d'architecture ». Elle se concentre sur le design dans le domaine privé. Elle offre des masters en architecture du paysage, un cours créé par le département du paysage en 1993.

### Faculté de planification
La faculté de planification, axée sur la planification dans le domaine public, est créée en 1972 sous le nom d'« École de planification ».

### Faculté de technologie
La faculté de technologie, qui se concentre sur l'ingénierie et la construction, est créée en 1982 sous le nom d'« École des sciences et technologies du bâtiment ».

### Faculté de design
La faculté de design est créée en 1991 sous le nom d'« École de design d'intérieur ». Elle traite des intérieurs, de l'artisanat, des systèmes et des produits liés à l'habitat.

### Faculté de gestion
La faculté de gestion est créée en 2008 et offre un MBA en gestion de technologie. Elle est rebaptisée en 2013 et se concentre sur l'habitat et la gestion de projets.